# Hardline
Hardline — американская хард-рок-группа, основанная в 1991 году братьями Джонни и Джоуи Джиоэли. В группе участвовало много музыкантов и в конечном итоге концепция самого проекта была изменена. Бессменным участником группы является вокалист Джонни Джиоэли.

## История

### Формирование коллектива и дебютный альбом
В двух вариантах одной песни хорошо заметны отличия в стиле звучания. Первая запись больше относится к глэм-метал, в то время как вторая, альбомная версия, уже звучит более «жёстко» и более подходит к хард-року.
После распада группы Brunette братья Джонни Джиоэли (англ. Johnny Gioeli) и Джоуи Джиоэли (англ. Joey Gioeli) решают создать свой дуэтный проект под названием Brothers. На них обращает внимание музыкант Нил Шон из Journey и Bad English, который в то время был женат на их сестре и как раз не принимал участия в других проектах, и берётся их продюсировать. Тот вовлекает в проект Дина Кастроново из того же Bad English, Кастроново в свою очередь Тода Йенстена, а сам Нил Шон в конечном итоге занимает должность соло-гитариста. Проект из дуэта превратился в квинтет, название Brothers теряет свою актуальность и ребята решают назваться Hardline. Коллектив классифицировали как группу в стиле глэм-метал из-за стиля одежды братьев Джиоэли, однако стиль их песен скорее можно отнести к хард-року и AOR.
В начале 1992 года выходит первый сингл группы — Takin' Me Down. Клип не имел высоких рейтингов из-за небольшой популярности хард-рока в начале 90-х, но несмотря на это среди рок групп занимал довольно неплохие позиции в чартах. Второй сингл Hot Cherie вышел 27 марта 1992 года и выступил уже куда лучше первого. В чартах из топ-50 Hardline перебрался в топ-20, песню часто крутили по радио, однако клип не хвастался большим эфиром на MTV. Через месяц выходит первый альбом группы Double Eclipse. Альбом получает хорошие отзывы, но опять же из-за заката хард-рока большой популярности не имел. Две песни группы (Can’t Find My Way и I’ll Be There) прозвучали в фильме «Беглый огонь» по просьбе актёра Брэндона Ли, который сыграл в этом фильме главную роль. Позже Can’t Find My Way был выпущен в качестве третьего сингла.
Весной 1992 Hardline отправляется в турне с Van Halen и Mr. Big по США и Англии в целях продвижения своего первого альбома. Группа исполняла помимо 4-х ранее упомянутых песен также такие как Life’s a Bitch, Dr. Love, Bad Taste, Rhythm From A Red Car и иногда In The Hands of Time. Аудиозаписи некоторых концертов крутили по радио, один даже был снят на плёнку (так и не был выпущен), но даже это особо не принесло популярности к Hardline.

### Период распада
После продолжительного турне Нил, Дин и Тодд решили немного отдохнуть от Hardline и заняться проектами с другими музыкантами. Они принимают участие в записи музыки для Пола Роджерса и опять же отправляются с ним в турне. По его окончании они снова возвращаются в Hardline к Джонни и Джоуи, которые как раз дописали новый альбом Hyperspace. К этому времени в MCA Records место A&R-менеджера занял Рон Овермен, с которым у Нила Шона возникают конфликты и ему приходится покинуть группу. Hardline теряет продюсера и контракт с MCA Records.
Тем не менее братья Джиоэли делали все возможное для того чтобы альбом Hyperspace увидел мир, даже существует аудиозапись с живым выступлением песни Hypnotized из этого альбома, возможно уже с другими музыкантами. Hyperspace так и не вышел, вероятно, из-за нехватки денег.
Джонни и Джоуи забрасывают Hardline, уходят в интернет бизнес и параллельно создают новую группу Jiz Rivets, которая кардинально отличалась по стилю и звучанию. Эта группа тоже свернулась на довольно ранней стадии из-за ссоры Джоуи с инженером студии. До сих пор братья винят себя в том, что забросили этот проект буквально из-за пустяка.

### Восстановление и наши дни
В начале 2000-х Джиоэли решают всё-таки записать и выпустить альбом Hyperspace. Во время работы над альбомом его переименовывают в II и отбрасывают некоторые песни. Место соло-гитариста должен был занять Джоуи Тафолла из Jag Panzer и Shrapnel Records, однако не смог из-за плотного графика, тем не менее успел написать несколько песен, которые вошли в альбом.
Барабанщик Бобби Рок сыграл для второго альбома Hardline — II. Ранее он уже играл с братьями Джиоэли в группе Brunette, иногда заменяя их обычного барабанщика. Рок пригласил своего друга басиста Кристофера Мэлони для участия в записи. Из-за занятости Мэлони над сольным альбомом, он не смог выступить на фестивале «The Gods Festival» в Англии. Вместо него выступал продюсер группы Боб Бёрч.
Клавишник из Angel Майкл Т. Росс, друг Тафоллы, присоединился к группе для II и «The Gods Festival». Бывший гитарист The Storm Джош Рамос был приглашён только для «The Gods Festival», однако из-за отсутствия возможности участия Тафоллы в записи, Рамос занял его место и за два дня записал все гитарные сольники.
Третий альбом Hardline, Leaving the End Open, был выпущен 17 апреля 2009 в Европе и 19 мая в США после сильной задержки. Альбом первоначально планировался к выходу весной 2006. Джонни Джиоэли планировал этот альбом как последний, так как из-за ухода Джоуи группа уже меняла оригинальную концепцию группы быть проектом братьев. 22 декабря 2011 Джонни Джиоэли подтвердил через сайт Frontiers Records что он вместе с итальянским клавишником и продюсером Алессандро Дель Веккьо работает над четвертым альбомом Hardline. Альбом под названием Danger Zone был выпущен 18 мая 2012. Известно, что Джиоэли и Дель Веккьо в данный момент уже работают над новым альбомом.

## Состав
- Джонни Джиоэли — вокал; акустическая гитара, перкуссия (только в Double Eclipse)
- Алессандро Дель Веккьо — клавишные, бэк-вокал (2011—настоящее время)
- Марио Перкудани — гитара (2018—настоящее время)
- Анна Порталупи — бас-гитара (2011—настоящее время)
- Франческо Йовино — ударные (2011—2012, 2014—настоящее время)

## Бывшие участники
- Джоуи Джиоэли — ритм-гитара, бэк-вокал (1991—1992, 1999—2003)
- Торстен Коен — гитара (2011—2012)
- Майк Террана — ударные (2012—2013)
- Майкл Т. Росс — клавишные (2001—2009)
- Джеми Браун — бас-гитара (2005—2009)
- Атма Анур — ударные (2004—2009)
- Кристофер Мэлони — бас-гитара (2001—2002)
- Бобби Рок — ударные (2001—2002)
- Боб Бёрч — бас-гитара (2002)
- Нил Шон — соло-гитара, гитарный синтезатор, бэк-вокал (1991—1992)
- Дин Кастроново — ударные, бэк-вокал (1991—1992)
- Тодд Йенсен — бас-гитара, бэк-вокал (1991—1992)
- Джош Рамос — гитара (2002—2009, 2012—2018)

## Дискография
- Double Eclipse (1992)
- II (2002)
- Live at the Gods Festival 2002 (2003)
- Leaving the End Open (2009)
- Danger Zone (2012)
- Human Nature (2016)
- Untitled Sixth Album (TBD)